# MÁV Va
Die MÁV-Baureihe Va, ab 1957 MÁV-Baureihe 370, war eine Schlepptender-Lokomotive der Ungarischen Staatsbahn MÁV für den gemischten Dienst auf Nebenbahnen. Sie war entwickelt worden aus einer ähnlichen Lokomotive der Raab-Oedenburg-Ebenfurter Eisenbahn mit geringfügig größeren Treibraddurchmesser.

## Geschichte
139 Maschinen dieser Lokomotive wurden von 1898 bis 1907 bei der MÁVAG, Budapest gebaut. Außer bei den Ungarischen Staatsbahnen waren solche Lokomotiven auch bei einigen Privatbahnen wie der Aradi és Csanádi Egyesült Vasutak (ACsEV) im Betrieb. Charakteristisch für die Lokomotive war ihr zweiachsiger Tender, mit dem sie bis in die Zeit als Museumslokomotive ausgerüstet war.
Durch Gebietsabtretungen gelangten die Lokomotiven auch nach Jugoslawien und Rumänien. Über die Einsatzzeiten lassen sich aus der Literatur keine Angaben entnehmen.
Die abgebildete Lokomotive 7111 stand bis ungefähr die 1950er Jahre im Dienst der Ungarischen Staatsbahnen. Danach war sie von 1959 bis 1968 im Besitz einer Kohlenbahn in Mecsek. Danach wurde sie von dem Budapester Bahnbetriebswerk Landler rekonstruiert und gehört seither zu dem Bahnpark Budapest.

## Technische Merkmale
Die Lokomotive war eine Zweizylinder-Verbundlokomotive. Entgegen vielen anderen Lokomotiven aus Ungarn der damaligen Zeit besaß sie einen Innenrahmen. Das Triebwerk war weit nach außen verlegt, was der Lok einen unruhigen Lauf bescherte.
Auf ebener Strecke konnte sie mit 50 km/h 473 t Schlepplast befördern.
Die technische Lösung der Lokomotive galt, besonders die Lage der Feuerbüchse und der Zylinder über die äußeren Radsätze hinaus, als veraltet.

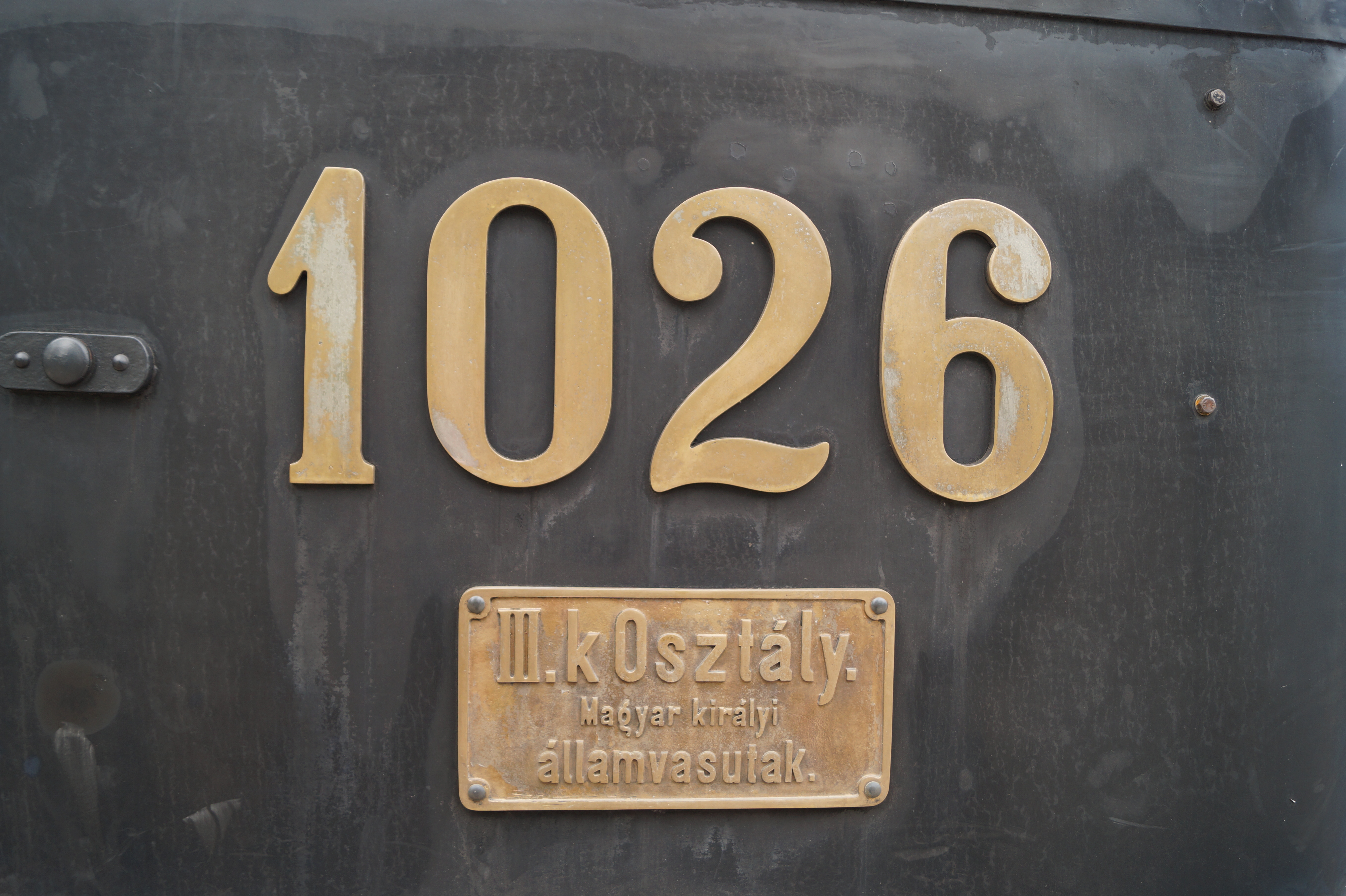
Nummer
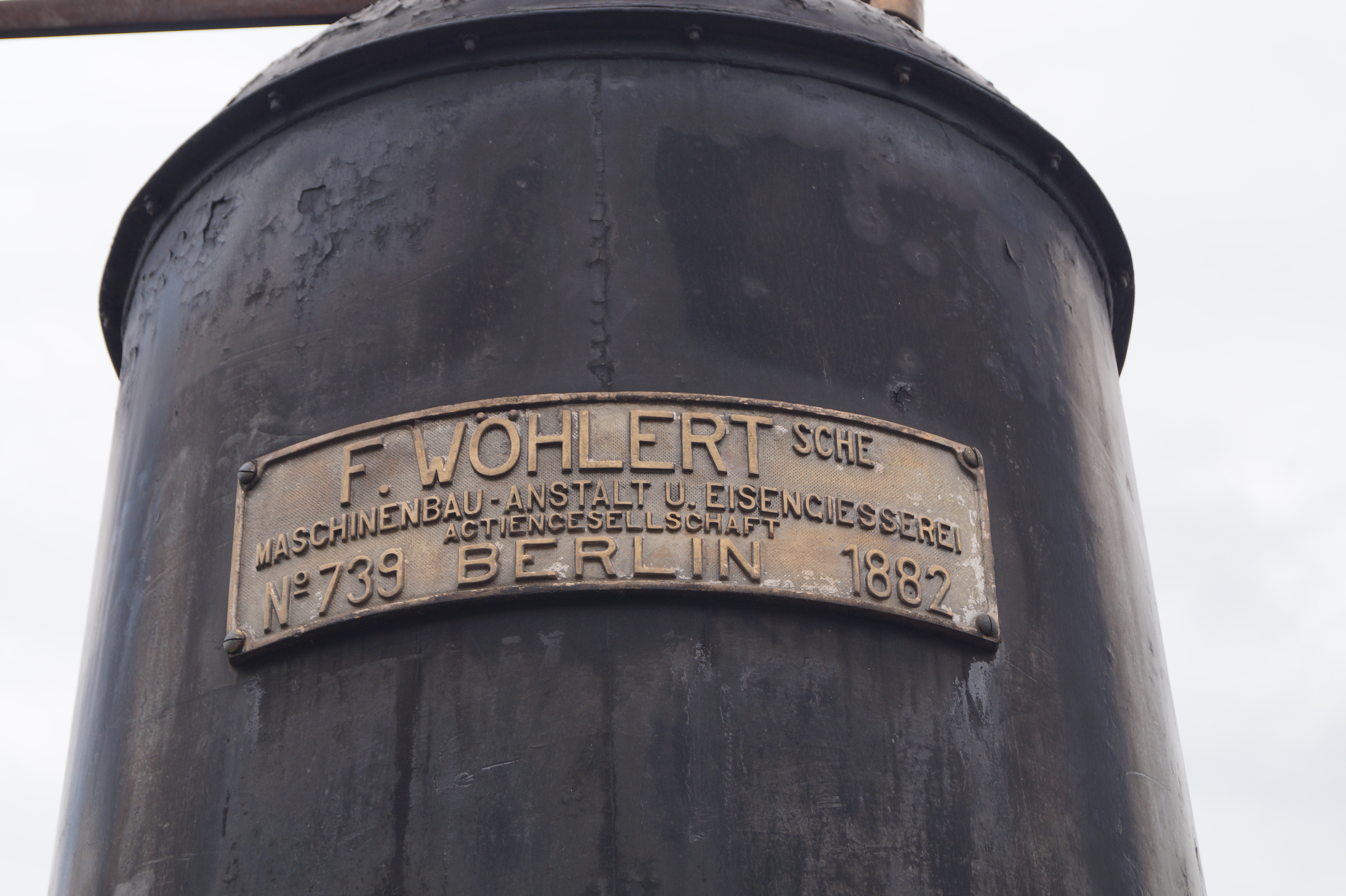
Hersteller
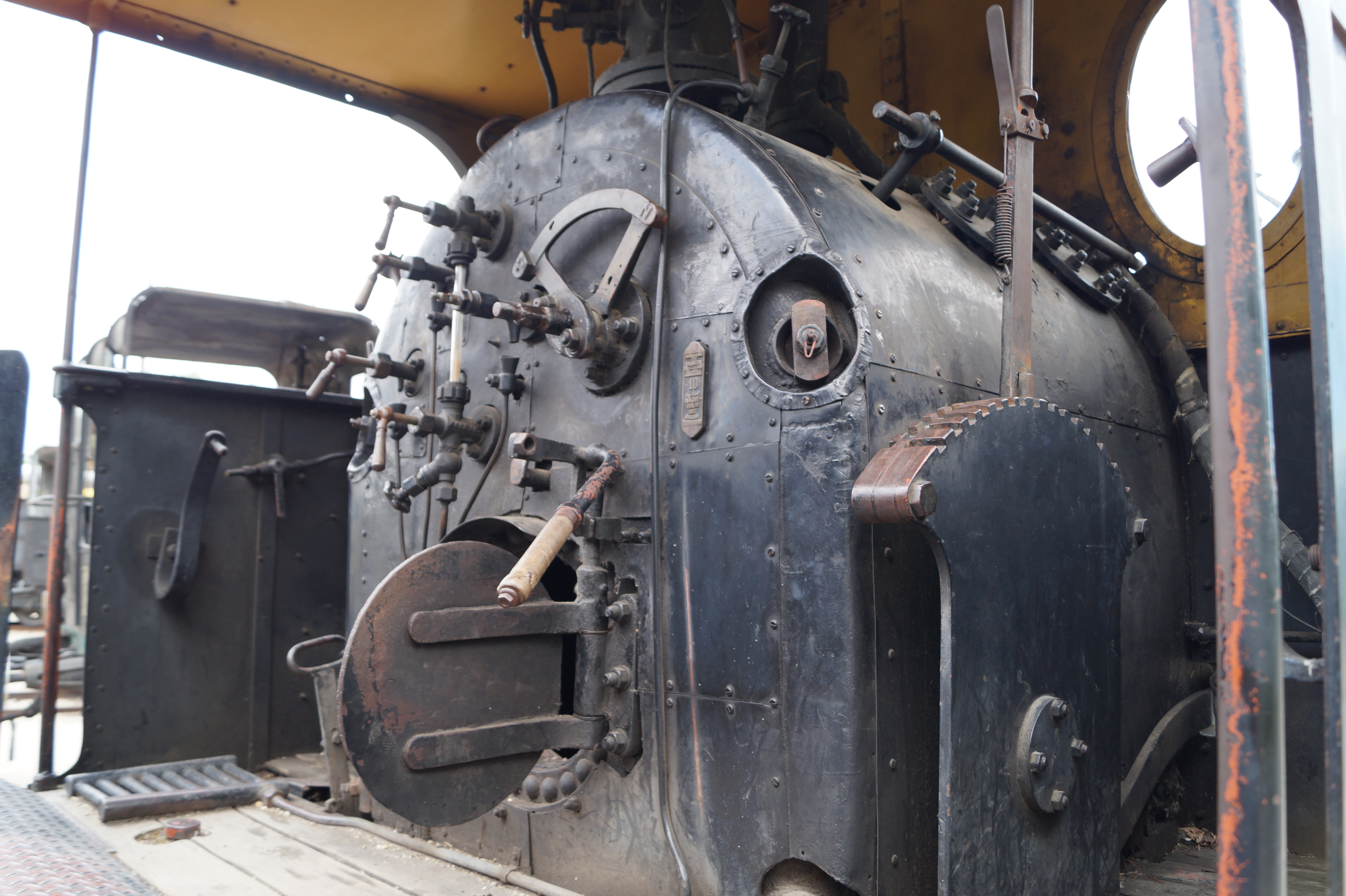
Führerstand